# 周婉窈

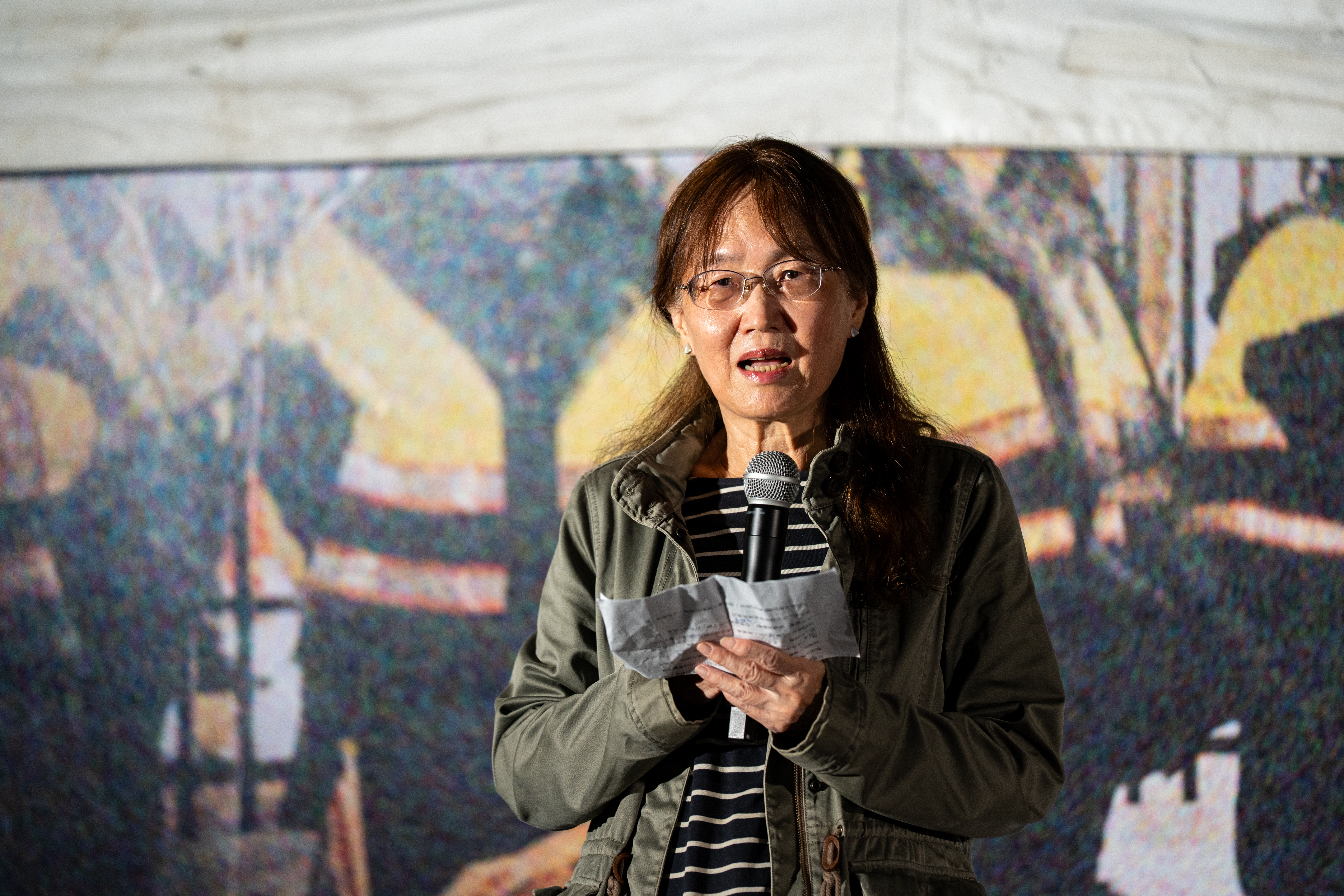
周婉窈

周婉窈（1956年—），臺灣歷史學者，現為國立臺灣大學歷史學系教授、曾任國立臺灣師範大學歷史學系與國立清華大學歷史研究所兼任教授。

## 學術專業
周婉窈是國立臺灣大學歷史系學士、碩士，美國耶魯大學歷史學博士。曾任加拿大英屬哥倫比亞大學講師。
她的研究專長為臺灣史與東亞及東南亞海洋史，領域包括海洋臺灣、日本統治時代、霧社事件、臺灣議會設置請願運動、臺籍日本兵、臺灣教育史等。

## 臺灣歷史
周婉窈於1994年開始籌畫、後於1997年出版的《台灣歷史圖說（史前至一九四五年）》以臺灣為主體思考臺灣歷史。她提倡由在地本土觀點所建構，以台灣島（臺灣本島及其周邊諸島嶼，也就是大臺灣）的山、海、平原等三個以人群活動為主的重要構成要素與空間舞台所承載經歷過的歷史來建構融合成的台灣歷史研究。她說：曹永和「臺灣島史」的概念，是戰後對臺灣史研究可能開闢的新路徑講得最清楚明白的，他立下了一個清楚的界碑（landmark），標示了一個新方向、新天地。

## 社會運動
1980年，姚嘉文因美麗島事件入獄，其妻周清玉在台北市參選國民大會代表（第一屆增額選舉），當時皆為台大歷史所研究生的周婉窈與陳弱水，共同撰寫了〈與我同行〉文宣傳單。
抱持臺灣意識的周婉窈曾任教育部的高中歷史課綱修訂委員，2010年投書「南方電子報」，質疑後教育部企圖透過委員大幅換血，修改高中歷史課綱，讓台灣史恐成兩岸友好關係史、中國史倍增、世界史減半，並認為這等於歷史教育復辟到威權時代。
2011年，她和學術界同仁參與發起「臺灣守護民主平台」，協助促進臺灣與周邊區域的民主發展與鞏固。
2012年，她也與多位台大學者響應「拒絕中時運動」和「反媒體壟斷運動」，表明拒為旺中媒體寫任何的投稿或邀稿。
她也呼應臺灣民間和網路所喊出的「臺灣的內地是南投」的口號。

## 家庭
其夫為亦任教於臺大歷史系的陳弱水，二哥周弘憲曾任考試院銓敘部部長、考試院副院長，現任考試院院長。

## 外部連結
- 周婉窈（页面存档备份，存于）, 國立臺灣大學歷史學系
- 周婉窈（页面存档备份，存于）, 國立臺灣大學
- 周婉窈, 1997, 《台灣歷史圖說（史前至一九四五年）》, ISBN：9570818395
- 周婉窈, 2009, 《台灣歷史圖說》 (增訂本), ISBN：9789570834895
- 周婉窈(Dr. Wan-yao Chou) translated by Carole Plackitt and Tim Casey, 2015, A New Illustrated History of Taiwan（页面存档备份，存于）, ISBN 9789576387845